# Tommy Langaker
Tommy Langaker (Noruega, 8 de fevereiro de 1994) é um praticante norueguês de submission grappling e jiu-jitsu brasileiro. Ele foi campeão mundial sem kimono da IBJJF em 2023 na divisão de 79,5 kg. Conquistou a medalha de bronze na categoria peso médio no Campeonato Mundial de Jiu-Jitsu de 2021.
Natural de Haugesund, representa a Wulfing Academy e Kimura/Nova União sob a tutela de José Carlos.

## Carreira profissional no grappling

### 2020–2021
Langaker atuou como capitão da Equipe Europa no Polaris Squads 2, em 7 de novembro de 2020. Ele venceu três lutas por finalização e empatou uma, guiando sua equipe a uma vitória de 9–0 sobre a Equipe Reino Unido. Ele foi eleito o Grappler Masculino do Ano (com quimono) de 2020 pela Jits Magazine.
Langaker retornou ao evento Polaris 18 em 27 de novembro de 2021, sendo finalizado por Igor Tanabe.

### 2022–2023
Langaker venceu a divisão até 77 kg das seletivas europeias, do Oriente Médio e da África para o ADCC 2022, realizadas nos dias 7 e 8 de maio. Ele foi derrotado por PJ Barch na primeira rodada do Campeonato Mundial do ADCC de 2022, em 17 de setembro.
Langaker estreou no ONE Championship enfrentando Renato Canuto no evento ONE 160, em 26 de agosto de 2022. Ele venceu por decisão e recebeu um bônus de desempenho da noite no valor de US$ 50.000. Em seguida, enfrentou o grappler russo Uali Kurzhev no ONE Fight Night 7, em 24 de fevereiro de 2023. Langaker venceu por finalização e recebeu seu segundo bônus de desempenho da noite, também de US$ 50.000.
Ele desafiou o campeão mundial de submission grappling peso-leve do ONE, Kade Ruotolo, no evento ONE Fight Night 11: Eersel vs. Menshikov, realizado em 9 de junho de 2023. Langaker perdeu por decisão unânime. Langaker competiu nas seletivas europeias, do Oriente Médio e da África para o ADCC 2023, realizadas em 16 de setembro. Ele conquistou a medalha de bronze na divisão até 77 kg. Em seguida, venceu o Campeonato Europeu Sem Kimono da IBJJF de 2023 na categoria peso-médio, em 29 de outubro.
Langaker retornou ao evento Polaris para o Polaris 26, realizado em 4 de novembro de 2023, onde derrotou Oliver Taza por decisão. Ele também competiu no Campeonato Mundial Sem Kimono da IBJJF, em 9 de dezembro de 2023. Langaker conquistou a medalha de ouro na divisão peso-médio.

### 2024
Langaker participou da revanche contra Kade Ruotolo no evento ONE 165, realizado em 28 de janeiro de 2024. Ele perdeu a luta por decisão.
Langaker competiu na divisão até 77 kg das seletivas europeias, do Oriente Médio e da África para o ADCC 2024. Ele conquistou a medalha de ouro e uma vaga para o Campeonato Mundial do ADCC de 2024.
Langaker foi escalado para disputar o cinturão dos meio-médios do Who's Number One contra Micael Galvão no WNO 23, em 10 de maio de 2024, mas Galvão teve que se retirar devido a uma lesão e foi substituído por Andrew Tackett. Langaker perdeu a luta por finalização.
Langaker também competiu na divisão até 80 kg do Craig Jones Invitational, realizado nos dias 16 e 17 de agosto de 2024. Ele venceu Renato Canuto por decisão na rodada de abertura e foi derrotado por Kade Ruotolo por decisão nas quartas de final.
Em 21 de setembro de 2024, Langaker competiu na divisão acima de 80 kg do Ocean BJJ Pro Championship. Ele perdeu por decisão para Pawel Jaworski na rodada de abertura.
Langaker enfrentou Dante Leon no ONE Fight Night 27, em 10 de janeiro de 2024. Ele foi derrotado por decisão unânime.